# 이헌조
이헌조(李憲祖, 1932년 7월 13일 ~ 2015년 12월 7일)은 대한민국의 기업인으로 의령에서 태어났다. 본관 벽진
금성사 창립 멤버였으며, LG전자 회장을 역임하였다.
2015년 12월 7일 오전 0시 10분경 숙환으로 인해 84세의 나이로 별세하였다.

## 학력
- 경기고등학교
- 서울대학교 철학사 학관
- 고려대학교 경영대학원

## 경력
- 1957년 : 락희화학공업사
- 1967년 : 럭키 상무이사
- 1970년 : 금성전기 전무이사
- 1974년 : 금성계전 부사장
- 1976년 ~ 1978년 : 국제증권 사장
- 1978년 ~ 1984년 : 럭키금성그룹 기획조정실 실장
- 1978년 ~ 1984년 : 희성산업 사장
- 1984년 ~ 1988년 : 럭키금성상사 사장
- 1984년 ~ 1989년 : 한인도네시아 경제협력위원회 위원장
- 1989년 ~ 1992년 : 금성사 사장
- 1989년 : 한국산업기술진흥협회 부회장
- 1990년 : 한독 경제협력위원회 위원장
- 1991년 : 한국가전산업협의회 회장
- 1993년 : 금성사 부회장
- 1995년 : LG전자 회장
- 1996년 ~ 1998년 : LG인화원 원장
- 1998년 : LG전자 고문
- 2004년 : LG전자 자문의원

## 수상
- 1985년 : 제 12회 상공의 날 동탑산업훈장
- 1989년 : 금탑산업훈장